# Flaçà
Pour l’article homonyme, voir Flaca.
Flaçà est une commune de la province de Gérone, en Catalogne, en Espagne dans la comarque de Gironès.